# Sekihan

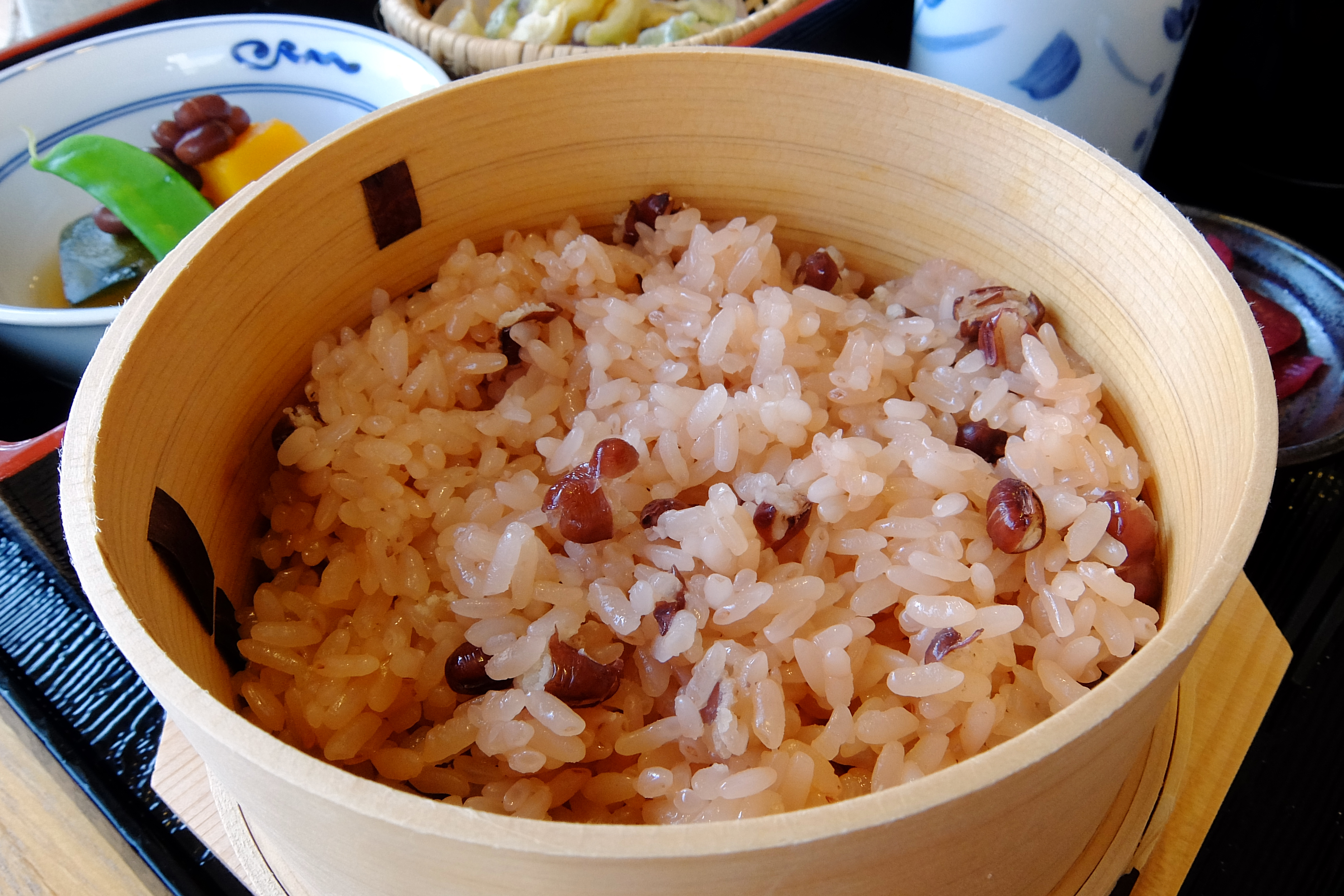
Sekihan

El sekihan (赤飯?  , ‘arroz con judías rojas’) es un plato tradicional japonés consistente en arroz glutinoso cocido al vapor con judías azuki.
El sekihan se sirve a menudo en ocasiones especiales durante todo el año en Japón, por ejemplo cumpleaños, bodas y algunas fiestas como el Shichi-Go-San. El sekihan está tan estrechamente relacionado con las celebraciones que la frase «Tomemos sekihan» ha adquirido el significado de «Celebremos». Se cree que el sekihan se usa en celebraciones por su color rojo, que es un símbolo de la alegría en Japón. En algunas regiones se prepara cuando una mujer joven tiene su menarquia, lo que sugiere otra fuente de la tradición.
Se suele comer inmediatamente después de cocinarse, pero también puede consumirse a temperatura ambiente, como en el caso del bento (comida en caja) de fiesta. El sekihan se come tradicionalmente con gomashio (una mezcla de sésamo ligeramente tostado y sal).
- Wikimedia Commons alberga una categoría multimedia sobre Sekihan.

- Datos: Q1200915
- Multimedia: Sekihan / Q1200915